# Гренландско куче
Гренладско куче (на датски: Grønlandshunden) е порода куче с гренладски произход. Използвано е най-вече в кучешките впрягове, както и за лов на мечки и тюлени. Това е древна порода, смятана за директен наследник на кучетата внесени в Гренландия от първите инуити.

## Описание

### Външен вид
Гренландското куче е със здрав строеж и веднага се вижда, че има силна конструкция. То носи широката си глава гордо, а очите му са с много бодър и буден поглед. Ушите му са къси, със заоблени върхове и са много подвижни. Силния гръб е къс, крайниците са яки, а лапите им са сравнително големи. Косменото покритие на гренландското куче е много гъсто, като подкосъма е изключително гъст и мек. При окраската се допускат всички цветове. Мъжките индивиди са високи около 60 см, а женските около 55 см.

### Темперамент
В Гренландия тази порода съществува в почти същите условия за живот с тези които са били налице когато първите кучета пристигат. Гредландското куче се използва преди всичко за работа и е високо ценено за издръжливостта и бързината си.

## История
Когато ескимосите преди около 2000 г. напуснали Сибир и през Беринговия пролив достигнали Аляска, били придружени от своите кучета. Пътуването било дълго и след много препятствия завършило чак в Гренландия, където и до днес тамошните жители не могат да си се представят без своите впрегатни кучета. В онези далечни времена ставало дума за така наречените „ескимо кучета“, които нямали уеднаквен външен вид, защото техните стопани повече се вълнували от качествата им на впрегатни животни, издръжливост и невзискателност към лошите условия. Най-важно било кучетата да могат да преживяват в трудни зимни условия. Тези животни намирали главното си приложение там, където превоза на товари ставал с шейни. Те обаче били използвани и като незаменими помощници при лова на различни по видове дивеч сред ледената пустош – гренландските кучета надушвали дори тюлените под снега и леда. При лова на мечки или елени, хората гонели дивеча с шейни и чак след изтощаването и настигането му, срещу него се пускали няколко кучета – те помагали на ловеца да се справи с плячката. Тези уникални кучета спели през нощта заедно, като се притискали едно в друго, покривали муцуната си с опашката и се оставяли снегът да ги засипе. Специфичният им тип козина ги спасявал – животните издържали ужасяващи темперетури, които достигали –50ºС. Изключително интересно е, че гранландските кучета успявали да се справят с всякакъв вид работа получавайки много оскъдна храна.
Хората били зависими от тези четириноги приятели, които им помагали при преследването, при залавянето на плячката, а след това и при транспортирането на тежките елени и бели мечки. Това било единственото транспортно средство по тези места. Като се има в предвид, че живота на самите хора не бил никак лек, очевидно е, че тези кучета са били изключително непретенциозни и са се задоволявали с малко храна. Човек лесно може да си представи как такъв „суров“ тип кучета може да свикне с модерната цивилизация – процеса на социализация в нашия свят за тях е доста труден и протича през няколко генерации. Тези животни са малко по-агресивни към своите събратя и трябва да се отбележи, че те доста трудно свикват в „нормални“ условия – видно е, че са запазили доста от харакера на своите предци – вълците. В контакт с четириногите „гренландци“ най-важно е във всички случаи човек да си изгради ролята на „алфа“ куче, което да води глутницата – дори да става дума за сравнително простите взаимоотношения само между стопанин и животно. Ако това стане, почти сигурно е, че проблеми няма да има.